# Tahiti
Tahiti je největší ostrov Francouzské Polynésie, který se nachází v souostroví Îles de la Societé (Společenské ostrovy) v Tichém oceánu. Ostrov má 178 133 obyvatel (údaj z roku 2007), což je 68,6 % celkového počtu obyvatel Francouzské Polynésie, a rozlohu 1 042 km². Celkem 70 % místního obyvatelstva jsou přitom Polynésané, zbytek tvoří Evropané, Číňané a v menších zastoupeních také další národnosti.
Hlavní město Papeete je umístěno na severozápadním pobřeží a žije v něm asi 127 600 obyvatel. Hornatý ostrov pokrývá deštný prales. Pro „starý svět“ Tahiti objevil roku 1768 francouzský mořeplavec Louis Antoine de Bougainville. Tahiti proslavila díla francouzského malíře Paula Gauguina.

## Poloha

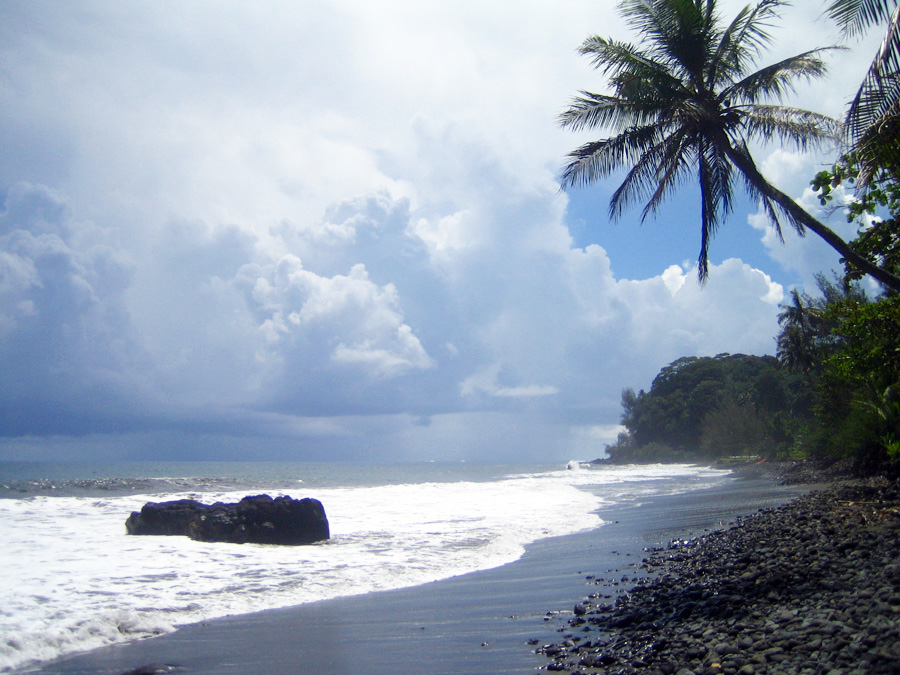
Tahitské pobřeží

Ostrov Tahiti je co do rozlohy zdaleka největším ostrovem Francouzské Polynésie, druhý největší ostrov Raiatea má rozlohu méně než čtvrtinovou. Na nejširším místě je široký 45 km a celkově má rozlohu 1042 km². Nejvyšší bod je se svou výškou 2241 m nad mořem Mont Orohena. Nejvyšší hora jihovýchodní části ostrova Mont Roonui má výšku 1332 m. Ostrov se skládá ze dvou kruhových částí, kde středem každé z nich je sopečná hora. Tyto dvě části jsou spojeny krátkou pevninskou šíjí, která je pojmenována po malém městě Taravao, které se tam nachází. Severozápadní část je známá jako Tahiti Nui ("velké Tahiti"), a jihovýchodní část, mnohem menší, je známá jako Tahiti Iti ("malé Tahiti"). Tahiti Nui je celkem hustě obydleno (zejména kolem města Papeete) a má lepší infrastrukturu. Hlavní silnice v Tahiti Iti vede po obvodu ostrova mezi horami a pobřežím. Cesta také míjí mnohé citrusové plantáže, mlékárny a je zde typický výhled na celkové panorama ostrova.
Vegetací je zde velice bohatý tropický deštný les.
Od listopadu do dubna je období vlhka a dešťů, kde nejvlhčí měsíc je leden s 335 mm srážek v hlavním městě Papeete. Srpen je nejsušší měsíc s pouhými 48 mm srážek. Průměrná nejnižší teplota je 21 °C a průměrná nejvyšší teplota je 31 °C. Nejnižší teplota v historii byla zaznamenána v Papeete a to 16 °C a nejvyšší byla 34 °C.

## Historie

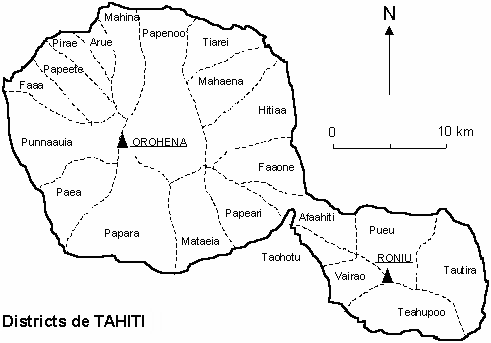
Tahitské okresy a nejvyšší hory

Odhaduje se, že Tahiti bylo osidlováno Polynézany v letech 300–800 n. l., když přicházeli z ostrovů Tonga a Samoa. Úrodná ostrovní půda spolu s rybařením poskytovala dostatek obživy pro obyvatelstvo.
Ačkoli první Evropané, kteří Tahiti objevili, byla španělská loď v roce 1606, Španělé nikdy neměli úsilí ostrov kolonizovat nebo s ostrovem obchodovat. Samuel Wallis, anglický námořní kapitán, spatřil Tahiti 18. června roku 1767, a je považován za prvního Evropana – návštěvníka ostrova. Povšiml si jistého uvolnění a spokojenosti místních obyvatel a charakteristika ostrova jako ráj, zde trvá až do dnešní doby.
Wallise následoval v dubnu roku 1768 francouzský objevitel Louis Antoine de Bougainville, což byl první Francouz, který obeplul Zemi. Bougainville proslavil Tahiti v Evropě, když vydal svůj cestopis Voyage autour du Monde. Popsal zde Tahiti jako ráj na zemi, kde žijí muži a ženy v nevině, daleko od zkažené civilizace.
V roce 1774 Kapitán James Cook navštívil ostrov a odhadl, že zde žije asi 200 000 obyvatel. Bylo to ale nejspíše příliš; jiné odhady ze stejné doby byly 121 500. Po Cookově návštěvě evropské lodě připlouvaly na Tahiti ještě častěji. Nejznámější z těchto lodí byla HMS Bounty, jejíž posádka se vzbouřila krátce po opuštění ostrova v roce 1789. Přítomnost Evropanů závažně narušila místní společnost zejména tím, že na Tahiti přivezli prostituci, pohlavní nemoci a alkohol. Zmíněné nemoci jako například tyfus[nepřesný odkaz], chřipka a neštovice zabily tolik Tahiťanů, že v roce 1779 jich bylo jen 16 000.
V 19. století je na Tahiti mnoho obchodníků a misionářů. Ti zde začali zavádět nové zvyklosti, především zde šířili křesťanství a zakazovali některé tradiční polynéské zvyklosti jako tradiční jazyk, tetování nebo místní náboženství.
V této době také začíná sílit francouzský vliv v oblasti. Francouzi sem přicházejí zejména ze souostroví Markézy a jejich nekrvavá kolonizační politika slaví úspěch. V roce 1880 se Tahiti stává francouzskou kolonií. V roce 1946 se Tahiti a celá Francouzská Polynésie stala Territoire d'outre-mer (Francouzským zámořským územím) a teprve od tohoto roku mají místní obyvatelé možnost stát se francouzskými občany. V roce 2003 se politický stav souostroví změnil na Collectivité d'outre-mer (Francouzská zámořská komunita).

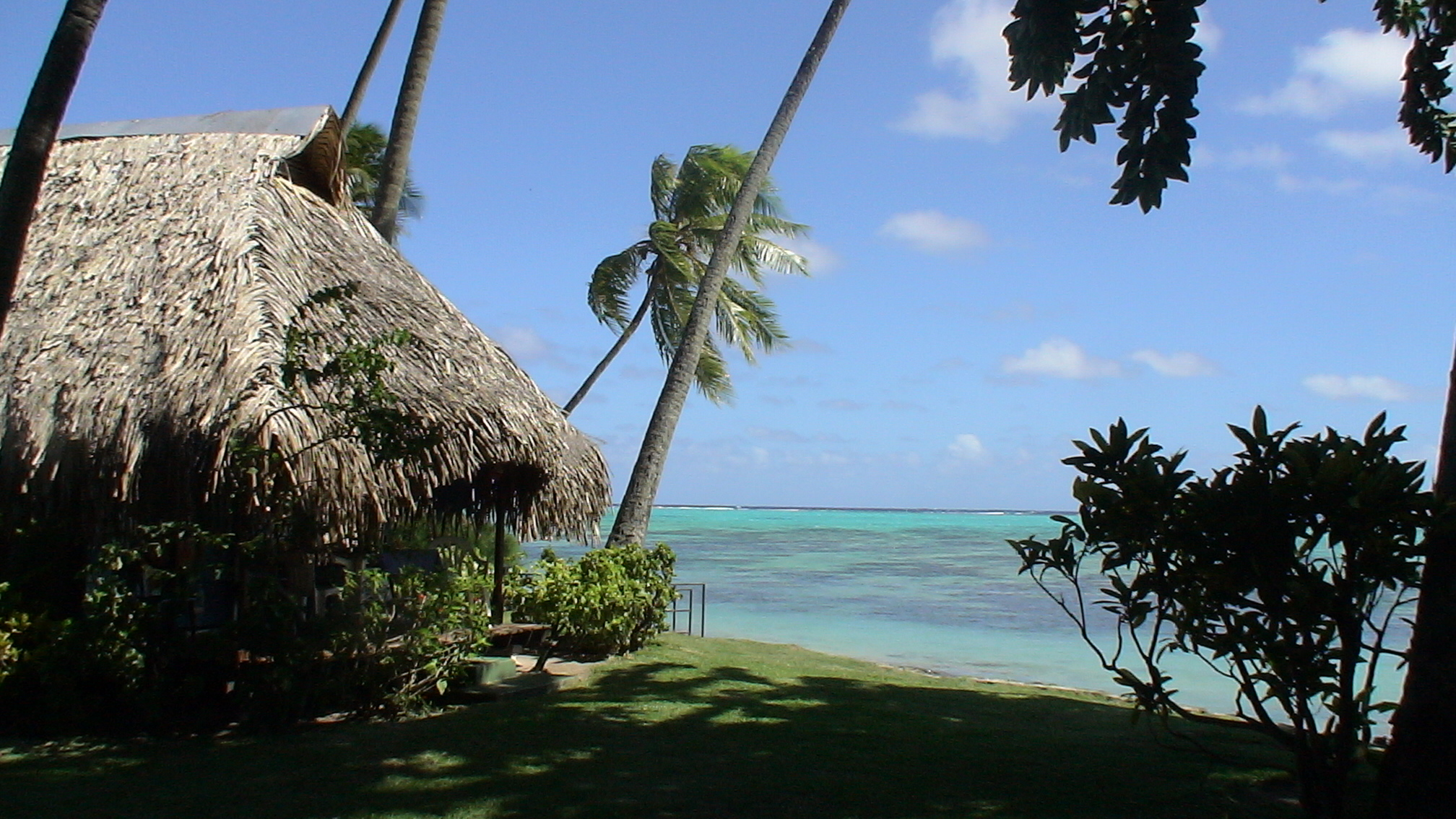
Tahitské pobřeží

## Politika
Tahiťané jsou francouzskými občany s plnými civilními a politickými právy. Používají se zde jak tahitština tak francouzština.
Tahiti je částí Francouzské Polynésie (Polynésie Française), která je semiautonomním územím Francie, se svým vlastním prezidentem, rozpočtem a zákony. Oscar Temaru, bývalý prezident Francouzské Polynésie, obhajuje plnou nezávislost na Francii, avšak pouze kolem 20% obyvatel tento návrh podporuje.

## Ekonomika
Tahiti vyváží zejména černé perly, vanilku, ovoce, květiny, monoi, ryby a ovoce noni. Je zde významná turistika hlavně pro ostrovy Bora-Bora a Moorea.
Nezaměstnanost je kolem 13% populace, zejména ženy a nekvalifikovaní mladí lidé.
Měna na Tahiti je frank francouzských kolonií v Tichém oceánu (CFP, také známý jako XPF). K euru má kurs 1 CFP = EUR 0,00838. Místní hotely a finanční instituce nabízí výměnný servis. Jsou zde také přijímány americký dolar a většina kreditních karet.

## Vzdělání
Na Tahiti se nachází francouzská univerzita Université de la Polynésie Française ("Univerzita Francouzské Polynésie"). Je to malá univerzita s asi 2 000 studenty s asi 60 výzkumníky.

## Doprava

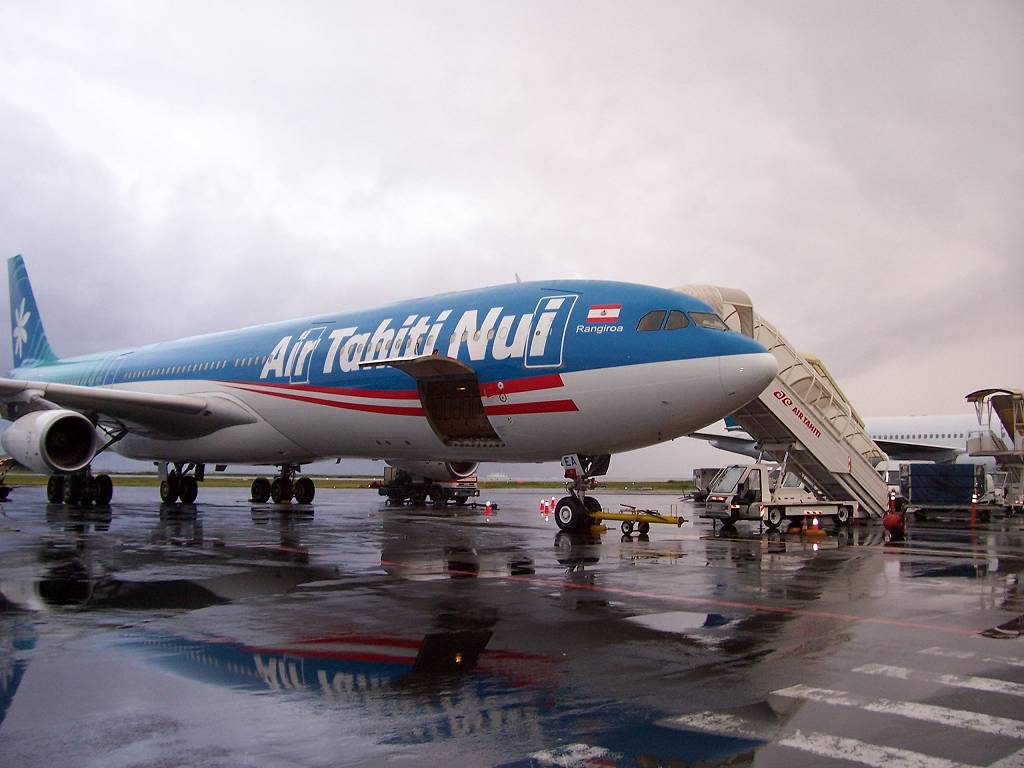
Air Tahiti Nui

Faa'a International Airport je tahitské mezinárodní letiště kde sídlí místní letecká společnost Air Tahiti Nui, což je národní letecká společnost. Dále je zde Air Tahiti, což je letecká společnost zajišťující lety mezi jednotlivými ostrovy. Další dopravu zajišťují lodě. Moorea Ferry je největší lodní dopravce. Jsou zde i bezpočet dalších lodních dopravců, kteří vozí cestující a různé zboží mezi ostrovy.

## Češi na Tahiti
Po první světové válce se rozšířila nepodložená zpráva, že Štefánik plánoval na Tahiti založit osadu pro své krajany. V polovině 20. let dobrodruh a podvodník Miloš Řivnáč (1892 - 1941) spustil kolonizační projekt osídlováni údolí Papenoo, bankéř Jindřich Hladík propagoval konkurenční projekt. Dle knihy Vladimíra Ustohala se jimi nechalo nalákat 113 Čechů. Oba projekty zcela zkrachovaly, většina Čechů se nakonec vrátila do vlasti a nebo se rozprchla po světě. 
U potomků Čechů, kteří na Tahiti zůstali, se české kořeny vytratily.
Československo mělo v meziválečném období na Tahiti honorární konzulát.